# Muidorge
Muidorge – miejscowość i gmina we Francji, w regionie Hauts-de-France, w departamencie Oise.
Według danych na rok 1990 gminę zamieszkiwało 107 osób, a gęstość zaludnienia wynosiła 20 osób/km² (wśród 2293 gmin Pikardii Muidorge plasuje się na 890. miejscu pod względem liczby ludności, natomiast pod względem powierzchni na miejscu 840.).